# SN 2012ax
SN 2012ax – supernowa typu Ia, odkryta 18 lutego 2012 roku w galaktyce A111158+2942. W momencie odkrycia, miała maksymalną jasność 18,4m.